# Cuevas del Conventico
Las Cuevas del Conventico son un conjunto de cavidades subterráneas situadas en el recinto histórico de Melilla la Vieja, en la ciudad autónoma de Melilla, España. Su origen es en parte natural, debido a la erosión del agua en la antigua Cala de Trápana, y en parte resultado de excavaciones humanas realizadas con distintos fines a lo largo de los siglos. Han sido utilizadas como refugio marítimo, almacén, espacio religioso y elemento del sistema defensivo de la ciudad. Actualmente están restauradas y forman parte del circuito patrimonial de Melilla.

## Historia

### Origen natural y uso en la Antigüedad
Las cavidades que componen las Cuevas del Conventico se formaron de manera natural en la roca arenisca del acantilado por efecto de la erosión marina. Debido a su localización estratégica junto al mar, fueron utilizadas como refugio costero desde la Antigüedad por distintas civilizaciones, entre ellas fenicios, romanos y árabes, principalmente como abrigo para embarcaciones y marineros. No se han documentado estructuras arquitectónicas de esta época dentro del complejo.

### Adaptación en época moderna
Con la consolidación del dominio español sobre Melilla en la Edad Moderna, las cuevas comenzaron a desempeñar funciones logísticas y defensivas. Durante el sitio de Melilla de 1774-1775, fueron acondicionadas como almacenes, refugio para la población civil y el clero, y espacio para la celebración de actos religiosos. En ese periodo se realizaron ampliaciones y divisiones internas que permitieron un uso más intensivo del espacio subterráneo.

### Cambios en elsigloXX
En 1925, la construcción del puerto de Melilla transformó la cala donde se ubicaban originalmente las cuevas, rellenándola con arena para crear la actual playa de Trápana, lo que modificó su acceso desde el mar.
Entre 1993 y 2000 se llevó a cabo un proyecto de rehabilitación estructural del complejo. Las obras incluyeron la consolidación de bóvedas con arcos cruzados, la construcción de nuevas bóvedas de ladrillo en el nivel inferior, el estucado de paredes y la pavimentación de calles situadas sobre las cuevas, como las de Miguel Acosta y Concepción, para prevenir hundimientos.

### Rehabilitación reciente
En 2023 se implementaron nuevas mejoras para facilitar la accesibilidad y la visita pública. Se habilitaron recorridos guiados de distinta duración, se mejoraron las condiciones de seguridad en las galerías, y se restauró la escalinata que conecta el nivel inferior con la playa. Además, la Fundación Melilla Monumental inició un programa de restauración de la Colección de Arte Sacro, que se expone en el museo adyacente.

## Arquitectura

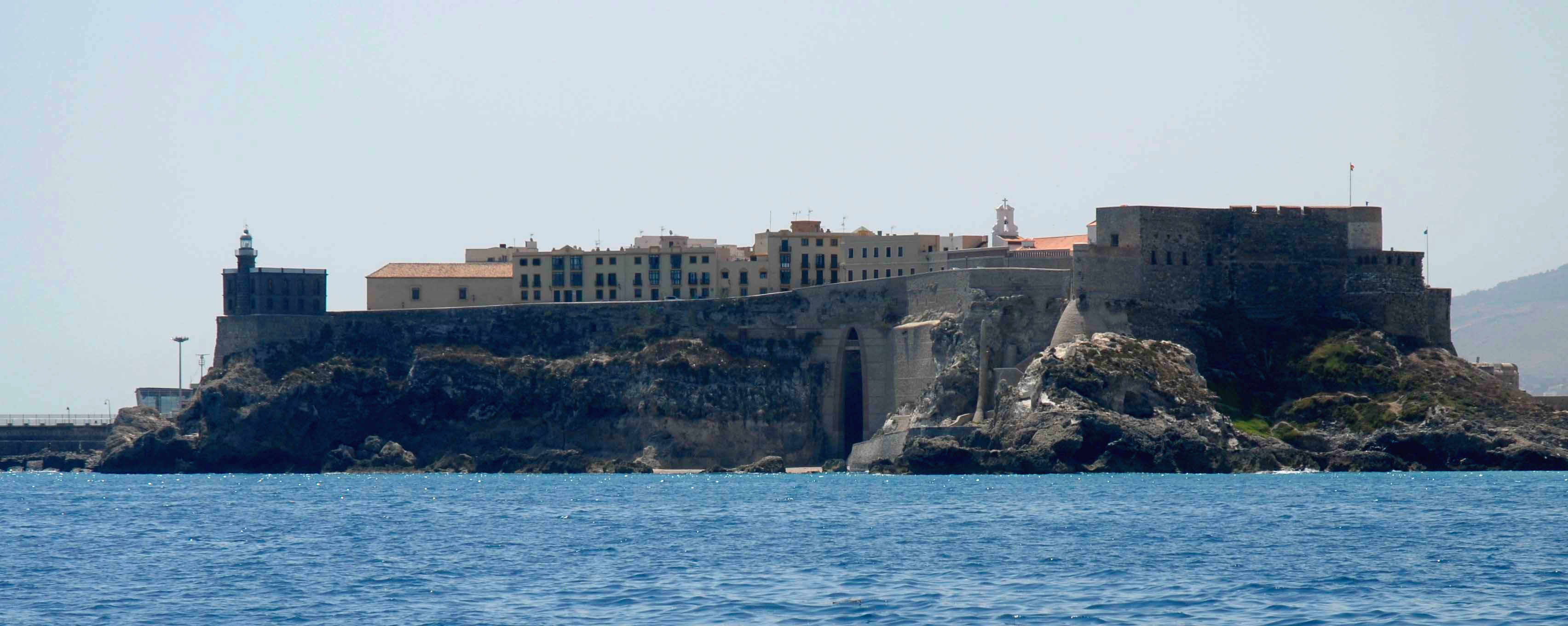
Vista del primer recinto fortificado de Melilla desde el mar

El conjunto se organiza en tres niveles:
- Primer nivel: Fue adaptado como capilla subterránea durante el sitio de 1774–1775. Su planta recuerda la forma de una cruz papal, y fue utilizado para oficios religiosos en situación de emergencia.
- Segundo nivel: Está dividido en estancias interconectadas, algunas de ellas con nichos excavados en la roca. Se utilizaron como alojamiento temporal para civiles y soldados.
- Tercer nivel: De carácter más funcional, fue utilizado como almacén. Sus espacios son más reducidos, carecen de aberturas y fueron diseñados para conservar víveres y materiales de guerra.

Arco parabólico

Uno de los elementos arquitectónicos más recientes es un arco parabólico de piedra y ladrillo instalado en el acceso principal durante las reformas contemporáneas, que conecta el exterior con el primer nivel subterráneo.

## Conectividad
Las Cuevas del Conventico forman parte de una red de galerías subterráneas que comunican diferentes puntos del sistema defensivo de Melilla la Vieja. Se encuentran conectadas con el fuerte de Victoria Grande y el parque Lobera, lo que permitía el paso de tropas y el transporte de suministros sin exposición directa al enemigo durante asedios.

## Conservación y uso actual
El complejo está actualmente abierto al público como espacio museográfico. Forma parte del itinerario turístico y patrimonial de Melilla y es gestionado en parte por la Fundación Melilla Monumental. Las cuevas se integran en un entorno donde se encuentra también el Museo de Arte Sacro, con el que mantienen una relación temática y espacial.
Su recuperación ha permitido conservar un espacio representativo del pasado defensivo, religioso y civil de la ciudad, contribuyendo a su valorización cultural y turística.